# Gradačac
Gradačac (srbskou cyrlicí Градачац) je město v Bosně a Hercegovině, ve Federaci Bosny a Hercegoviny, v kantonu Tuzla na řece Gradašnica.

## Historie
První zmínka o župě Gradačac je z roku 1302, avšak město samotné je připomínáno (pod starým názvem Gračac) až v roce 1465. Roku 1512 se pak stalo součástí Osmanské říše, ačkoliv toto je zmiňováno až z tureckých daňových zápisů teprve roku 1533. Mezi lety 1765 a 1821 zde Osmané vybudovali 18 m vysoké hradby s 22 m vysokou strážní věží a to na místě starých, římských hradeb – město bylo totiž důležitým pohraničním bodem Turků. Leží samo na jižním okraji úrodné roviny při řece Sávě. 
V moderní době zde byla vybudována vodní nádrž a dále silnice celostátního významu, která spojuje přes Gradačac města Modriča a Brčko. Města nikdy nedosáhla železnice. Rozvinul se zde textilní průmysl.
Během jugoslávské války provázející rozpad Jugoslávie, v letech 1992–1995 bylo několikrát bombardováno, v této době sloužilo srbským ozbrojencům a mělo pro ně ohromný strategický význam; Daytonskou smlouvou však bylo stanoveno, že připadne Federaci Bosny a Hercegoviny. 

## Etnické složení
Následující etnické složení je z doby před válkou, v roce 1991.
- 60,2 % Bosňáci
- 19,8 % Srbové
- 15,1 % Chorvati
- 4,9 % ostatní

## Zajímavosti
V centru města se nachází původní pevnost, okolo které se Gradačac rozvinul. Hlavní náměstí nese název podle Aliji Izetbegoviće.
Místní lázeňské léčebné centrum Ilidža bylo postaveno na termálních pramenech v roce 1882. Teplota vody činí 29,30 °C, voda vyvěrá z hloubky 286 metrů. V okolí se nachází dvě umělé vodní nádrže, a to Hazna a Vidara. Obě umělá jezera byla vybudována v rámci projektu ochrany města před povodněmi. Velká voda postihla Gradačac naposledy v letech 1964 a 1967.
V Gradačacu se koná pravidelný veletrh pěstitelů švestek pod názvem Sajam šljive.